# Nikola Pilić
Nikola «Niki» Pilić (Split, Iugoslàvia, 27 d'agost de 1939) és un extennista croat que va competir per Iugoslàvia.
En el seu palmarès destaca el títol de US Open l'any 1970 en dobles junt al francès Pierre Barthès. També fou finalista al Roland Garros (1973) en categoria individual i a Wimbledon (1962) en dobles.

## Biografia
Fill de Krsto Pilić i Danica Tomić-Ferić, va néixer a Split (Banovina de Croàcia) només cinc dies abans de l'esclat de Segona Guerra Mundial.
L'any 1971 es va casar amb l'actriu sèrbia Mija Adamović a l'ambaixada iugoslava de Londres.
Va començar a jugar a tennis amb tretze anys mentre estudiava construcció naval a Split. Va formar part dels «Handsome Eight», el grup de vuits tennistes que va signar amb Lamar Hunt per crear el circuit professional World Championship Tennis (WCT). Després de la seva retirada va exercir com a entrenador i va ser capità dels equips alemany, croat i serbi de la Copa Davis. També va crear una acadèmia de tennis a Oberschleißheim, prop de Múnic, on es va establir. En aquesta acadèmia hi van entrenar tennistes com Michael Stich, Novak Đoković, Ernests Gulbis i Anastasija Sevastova.
L'any 2020 fou guardonat amb la medalla d'or del mèrit de la República de Sèrbia.

## Torneigs de Grand Slam

### Individual: 1 (0−1)
| Resultat  | Núm. | Any  | Torneig       | Oponents en la final | Resultat      |
| --------- | ---- | ---- | ------------- | -------------------- | ------------- |
| Finalista | 1.   | 1973 | Roland Garros | Ilie Năstase         | 3−6, 3−6, 0−6 |

### Dobles: 2 (1−1)
| Resultat  | Núm. | Any  | Torneig   | Parella        | Oponents en la final   | Resultat           |
| --------- | ---- | ---- | --------- | -------------- | ---------------------- | ------------------ |
| Finalista | 1.   | 1962 | Wimbledon | Boro Jovanović | Bob Hewitt Fred Stolle | 2−6, 7−5, 2−6, 4−6 |
| Guanyador | 1.   | 1970 | US Open   | Pierre Barthès | Roy Emerson Rod Laver  | 6−3, 7−6, 4−6, 7−6 |

## Palmarès: 11 (4−7)

### Individual: 14 (4−10)
| Resultat  | Núm. | Data                  | Torneig                    | Superfície   | Oponent en la final    | Marcador                |
| --------- | ---- | --------------------- | -------------------------- | ------------ | ---------------------- | ----------------------- |
| Finalista | 1.   | 1963                  | Múnic, Alemanya Occidental | Terra batuda | Patricio Rodríguez     |                         |
| Finalista | 2.   | 1964                  | River Oaks, Estats Units   | Terra batuda | Roy Emerson            | 1−6, 4−6, 2−6           |
| Finalista | 3.   | 1966                  | Barcelona, Espanya         | Terra batuda | Thomaz Koch            | 3−6, 2−6, 3−2, 5−7      |
| Finalista | 4.   | 11 d'abril de 1966    | River Oaks (2)             | Terra batuda | Martin Mulligan        | 2−6, 6−3, 4−6, 6−0, 4−6 |
| Finalista | 5.   | 7 de juliol de 1969   | Dublín, Irlanda            |              | Bob Hewitt             | 3−6, 2−6                |
| Guanyador | 1.   | 3 de novembre de 1969 | Estocolm, Suècia           | Dura         | Ilie Năstase           | 6−4, 4−6, 6−2           |
| Guanyador | 2.   | 8 de juny de 1970     | Bristol, Regne Unit        | Gespa        | Rod Laver              | 6−3, 1−6, 6−3           |
| Finalista | 6.   | 3 d'agost de 1970     | Múnic (2)                  | Terra batuda | Ion Țiriac             | 6−2, 7−9, 3−6, 4−6      |
| Finalista | 7.   | 22 de març de 1971    | Londres, Regne Unit        | Dura         | Rod Laver              | 4−6, 0−6, 2−6           |
| Finalista | 8.   | 3 de juliol de 1972   | Saint Louis, Estats Units  | Dura         | John Newcombe          | 3−6, 3−6                |
| Guanyador | 3.   | 29 d'octubre de 1972  | Essen, Alemanya Occidental | Moqueta (i)  | Robert Lutz            | 4−6, 6−4, 3−6, 6−4, 7−6 |
| Finalista | 9.   | 21 de maig de 1973    | Roland Garros, França      | Terra batuda | Ilie Năstase           | 3−6, 3−6, 0−6           |
| Finalista | 10.  | 8 d'abril de 1974     | Munic WCT                  | Moqueta (i)  | Frew McMillan          | 7−5, 6−7(4), 6−7(4)     |
| Guanyador | 4.   | 5 d'octubre de 1975   | Avilés, Espanya            | Terra batuda | Juan Ignacio Muntanola | 6−3, 6−4, 6−3           |

### Dobles: 15 (7−8)
| Resultat  | Núm. | Data                   | Torneig                      | Superfície   | Parella           | Oponents en la final                | Marcador           |
| --------- | ---- | ---------------------- | ---------------------------- | ------------ | ----------------- | ----------------------------------- | ------------------ |
| Finalista | 1.   | 25 de juny de 1962     | Wimbledon, Regne Unit        | Gespa        | Boro Jovanović    | Bob Hewitt Fred Stolle              | 2−6, 7−5, 2−6, 4−6 |
| Finalista | 2.   | 7 de juliol de 1969    | Dublín, Irlanda              |              | Roger Taylor      | Bob Hewitt Frew McMillan            | 2−6, 6−2, 5−7      |
| Finalista | 3.   | 13 d'abril de 1970     | Montecarlo, Mònaco           | Terra batuda | Pierre Barthès    | Marty Riessen Roger Taylor          | 3−6, 4−6, 2−6      |
| Guanyador | 1.   | 3 d'agost de 1970      | Múnic, Alemanya Occidental   | Terra batuda | Owen Davidson     | Bob Hewitt Frew McMillan            | 6−4, 5−7, 6−4      |
| Finalista | 4.   | 17 d'agost de 1970     | Hamburg, Alemanya Occidental | Terra batuda | Tom Okker         | Bob Hewitt Frew McMillan            | 3−6, 5−7, 2−6      |
| Guanyador | 2.   | 2 de setembre de 1970  | US Open, Estats Units        | Gespa        | Pierre Barthès    | Roy Emerson Rod Laver               | 6−3, 7−6, 4−6, 7−6 |
| Finalista | 5.   | 28 de setembre de 1970 | Vancouver, Canadà            | Moqueta (i)  | Pierre Barthès    | Roy Emerson Rod Laver               | 1−6, 4−6, 3−6      |
| Finalista | 6.   | 10 de juliol de 1972   | Bretton Woods, Estats Units  | Dura         | Cliff Richey      | John Alexander Fred Stolle          | 6−7, 6−7           |
| Finalista | 7.   | 22 de gener de 1973    | La Costa, Estats Units       | Dura         | Allan Stone       | Roy Emerson Rod Laver               | 7−6, 3−6, 4−6      |
| Guanyador | 3.   | 2 d'abril de 1973      | Munic WCT                    | Moqueta (i)  | Allan Stone       | Cliff Drysdale Cliff Richey         | 7−5, 5−7, 6−4      |
| Finalista | 8.   | 23 d'abril de 1973     | Göteborg, Suècia             | Moqueta (i)  | Allan Stone       | Roy Emerson Rod Laver               | 7−6, 4−6, 1−6      |
| Guanyador | 4.   | 9 de juliol de 1973    | Båstad, Suècia               | Terra batuda | Stan Smith        | Robert Carmichael Frew McMillan     | 2−6, 6−4, 6−4      |
| Guanyador | 5.   | 28 de gener de 1974    | Richmond, Estats Units       | Moqueta      | Allan Stone       | John Alexander Phil Dent            | 6−3, 3−6, 7−6      |
| Guanyador | 6.   | 10 de març de 1974     | Hampton, Estats Units        | Moqueta (i)  | Željko Franulović | Pat Cramer Mike Estep               | 4−6, 7−5, 6−1      |
| Guanyador | 7.   | 29 de desembre de 1977 | Zuric, Suïssa                | Dura         | Reinhart Probst   | Patrice Hagelauer C. Roger-Vasselin | 6−3, 6−1           |

## Trajectòria

### Individual
| Open d'Austràlia | A  | A  | 2R | A  | A  | A  | A  | A  | A  | A  | 3R | 2R | A  | A  | A  | A  | A  | A  | A  | A  | 0 / 3  |
| Roland Garros | A  | 4R | 2R | 3R | 4R | 3R | A  | A  | A  | 2R | A  | 1R | A  | F  | A  | 3R | A  | 1R | 1R | 2R | 0 / 11 |
| Wimbledon | 2R | 3R | 2R | 1R | 2R | A  | 1R | SF | 1R | 1R | 2R | 3R | A  | A  | 3R | 1R | 4R | 3R | 3R | A  | 0 / 15 |
| US Open | A  | A  | 1R | A  | A  | 1R | A  | 3R | 4R | 3R | 4R | 4R | 4R | QF | A  | A  | A  | A  | A  | A  | 0 / 9  |
| Llegenda: G: Guanyador; F: Finalista; SF: Semifinalista; QF: Quarts de final; Q: Qualificació; A: Absent; RR: Round Robin; |    |    |    |    |    |    |    |    |    |    |    |    |    |    |    |    |    |    |    |    |        |

### Dobles
| Torneig | 1962 | 1963 | 1964 | 1965 | 1966 | 1967 | 1968 | 1969 | 1970 | 1971 | 1972 | 1973 | 1974 | 1975 | 1976 | 1977 | 1977 | Títols |
| --- | ---- | ---- | ---- | ---- | ---- | ---- | ---- | ---- | ---- | ---- | ---- | ---- | ---- | ---- | ---- | ---- | ---- | ------ |
| Open d'Austràlia |      |      |      |      |      |      | A    | A    | QF   | A    | A    | A    | A    | A    | A    | A    | A    | 0 / 1  |
| Roland Garros |      |      |      |      |      |      | A    | 3R   | A    | A    | A    | 1R   | A    | 1R   | 3R   | 3R   | 3R   | 0 / 5  |
| Wimbledon |      |      |      |      |      |      | 2R   | 2R   | 3R   | 3R   | A    | A    | A    | SF   | 3R   | A    | A    | 0 / 6  |
| US Open | F    |      |      |      |      |      | 3R   | 2R   | G    | 2R   | 1R   | 3R   | A    | A    | A    | A    | A    | 1 / 6  |
| Llegenda: G: Guanyador; F: Finalista; SF: Semifinalista; QF: Quarts de final; Q: Qualificació; A: Absent; RR: Round Robin; |      |      |      |      |      |      |      |      |      |      |      |      |      |      |      |      |      |        |